# Kurzwellensendeanlage Wertachtal
Die Kurzwellensendeanlage Wertachtal war von 1972 bis 2013 ein großes Sendezentrum für Kurzwelle, das von Media Broadcast (früher von der Deutschen Bundespost) betrieben wurde.

## Lage
Die Sendeanlagen sowie mehr als 85 % der Antennenanlagen befanden sich in der Gemeinde Amberg, der restliche Teil in der Gemeinde Langerringen im Tal der Wertach. Auch von den Nachbargemeinden Ettringen und Lamerdingen war die Sendeanlage gut zu sehen. Die Zufahrt und postalische Versorgung/Anbindung geschah über die Ortschaft Ettringen bzw. das dortige ehemalige Postamt. Die Sendeanlage bzw. deren Bewohner gehörte auch zum Schulsprengel Ettringen.

## Technische Daten
Im Jahre 2008 waren 14 Sender mit jeweils 500 kW Leistung und zwei Sender mit jeweils 100 kW Leistung installiert. Die Antennenanlage hatte beachtliche Ausmaße. Reihen von Türmen, die höchsten mit bis zu 127 Metern Höhe und bis zu zwölf Meter tiefem Fundament, hielten die Seilnetze für die Antennen. Durch die nächtliche Beleuchtung waren die Türme noch in mehr als 20 km Entfernung sichtbar. Es handelte sich um insgesamt 34 Stahlgittertürme, errichtet aus 4200 Tonnen feuerverzinktem Profilstahl. Die drei sternförmig angelegten Antennenstraßen hatten einen Kilometer, 1,3 km und 1,9 km Länge.
Für die Energieversorgung der Anlage wurde eine zweikreisige 110-kV-Freileitung errichtet, der elektrische Anschlusswert betrug etwa 20 Megawatt.

## Geschichte

### Planungen und Bau
Als die Deutsche Welle 1953 in Betrieb gegangen war, errichtete man 1956 eine Kurzwellensendeanlage in Jülich. Wegen der Olympischen Spiele in München im Jahr 1972 beschloss man eine weitere Kurzwellensendeanlage im Wertachtal in Betrieb zu nehmen, da die damals installierten neun 100-kW-Sender in Jülich nicht ausreichten. Ursprünglich sollte die Sendeanlage im oberen Illertal gebaut werden, doch es gab Komplikationen mit den Grundstückskäufen in diesem Gebiet. Später fand man weiter östlich im Wertachtal einen Standort mit 200 Hektar Fläche und kaufte dort ein Grundstück. 1969 begann man mit dem Bau der Sendeanlage im Wertachtal. Die Sender wurden bei AEG-Telefunken und die Antennen bei Brown, Boveri & Cie. bestellt.
Am 17. November 1970 wurde das Richtfest der damals größten Kurzwellensendeanlage in Europa gefeiert. Rund 600 Arbeiter waren an dem Bau beteiligt. Im September 1971 wurden 6 von 25 Sendetürmen fertiggestellt, die eine Höhe von bis zu 127 Meter erreichen. Diese sollten mit Vorhangantennen für Sendungen nach Nordamerika und für den Nahen Osten ausgestattet werden. Es wurden im selben Jahr auch die ersten drei Kurzwellensender von AEG-Telefunken installiert und man plante einen Sendebeginn im Dezember 1971. Bis zu den Olympischen Spielen 1972 sollten vier 500 kW starke Kurzwellensender installiert werden und ein Sender als Reservesender bereitstehen.

### Betriebsgeschichte
Die ersten Versuchssendungen von der Kurzwellenstation im Wertachtal begannen am 10. April 1972, wofür die 500 kW starken Sender verwendet wurden. Die Testsendungen endeten mit Beginn der Olympischen Spiele im Sommer 1972. Danach wurde von einem der vier Sender auf der Frequenz 5995 kHz die ARD-Olympiawelle ausgestrahlt, während die drei anderen für Übertragungen ausländischer Programme benutzt wurden.
Nach den Olympischen Spielen wurde die Sendeanlage von der Deutschen Welle benutzt. Diese nahm bis 1982 zehn weitere 500-kW-Kurzwellensender in Betrieb. Ende der 1980er Jahre folgten sechs weitere 500 kW starke Kurzwellensender, die ebenfalls von Telefunken hergestellt wurden.
Seit 1987 sendeten auch andere Rundfunkveranstalter von hier aus, darunter Voice of America, Radio Canada International und Radio Nederland Wereldomroep. Da sich Voice of America bereit erklärte, für längere Zeit von dieser Station zu senden, montierte man weitere Vorhangantennen und demontierte dafür einige logarithmisch-periodische Antennen. Am 31. Dezember 1995 gab Voice of America ihre Ausstrahlungen aus Wertachtal jedoch wieder auf. Deshalb beschloss die Deutsche Welle, ihre Sendungen von der Kurzwellenstation in Jülich zu reduzieren und durch Sendungen über die Kurzwellensendeanlagen in Nauen und Wertachtal zu ersetzen. Dafür wurde in Wertachtal eine Quadrantantenne zur Europaversorgung errichtet.
Zu den regelmäßigen Kunden der Sendestation in Wertachtal zählten seit 1996 Adventist World Radio und seit 2001 Family Radio.
Im Jahr 2003 wurde in Wertachtal ein neuer Kurzwellensender installiert, der von einem Gemeinschaftsprojekt zwischen T-Systems, Telefunken Sendertechnik (heute Transradio Sendersysteme Berlin) und RIZ Zagreb entwickelt wurde, eine Leistung von 500 kW in Amplitudenmodulation besitzt und Ausstrahlungen in Digital Radio Mondiale mit einer Leistung von 200 kW ermöglichte.
Am 31. Dezember 2006 beendete die Deutsche Welle ihre Kurzwellensendungen aus Wertachtal und verlegte die Europasendungen unter anderem zur Sendeanlage Woofferton im Vereinigten Königreich.
Seit dem 15. Januar 2008 gehörte die Sendeanlage zu Media Broadcast.
Im Laufe des April 2013 wurden alle bis auf die vier letzten Sendungen, vorrangig Programme religiöser Programmveranstalter, von der Kurzwellensendeanlage Wertachtal zur Sendestation in Nauen verlagert, sodass letztere mit rund 60 Sendungen am Tag vollständig ausgelastet war. Am 1. Mai 2013 wurden dann auch die verbliebenen Sendungen nach Nauen verlegt; die Sendeanlage Wertachtal blieb jedoch weiterhin betriebsbereit.

### Rückbau
Anfang 2014 wurde bekannt, dass die Sendeanlage Wertachtal von Mai 2014 an vollständig abgerissen werden soll. Der neueste, 2003 installierte Sender der kroatischen Firma RIZ Zagreb sollte zur Sendeanlage Nauen verlegt und dort an der 1964 installierten Drehstandantenne betrieben werden. Einige Ausrüstungen übernahm die Österreichische Rundfunksender GmbH für ihre Sendeanlage in Moosbrunn. Für die übrigen Ausrüstungen wurden Käufer gesucht und ansonsten verschrottet.
Ende November 2014 wurden die letzten Sendetürme der Kurzwellensendeanlage Wertachtal gesprengt. Der Abtransport von Maschinen, Geräten und Metallschrott erfolgte 2015.
Entgegen der ursprünglichen Planung stand auch 2018 ein Großteil der ursprünglichen Verwaltungs- und Betriebsgebäude nach wie vor auf dem Areal.
Auf Teilen des einst gesperrten Geländes rund um die Sendemasten steht seit 2017 ein Solarpark mit (2017) 35 MWp Leistung.

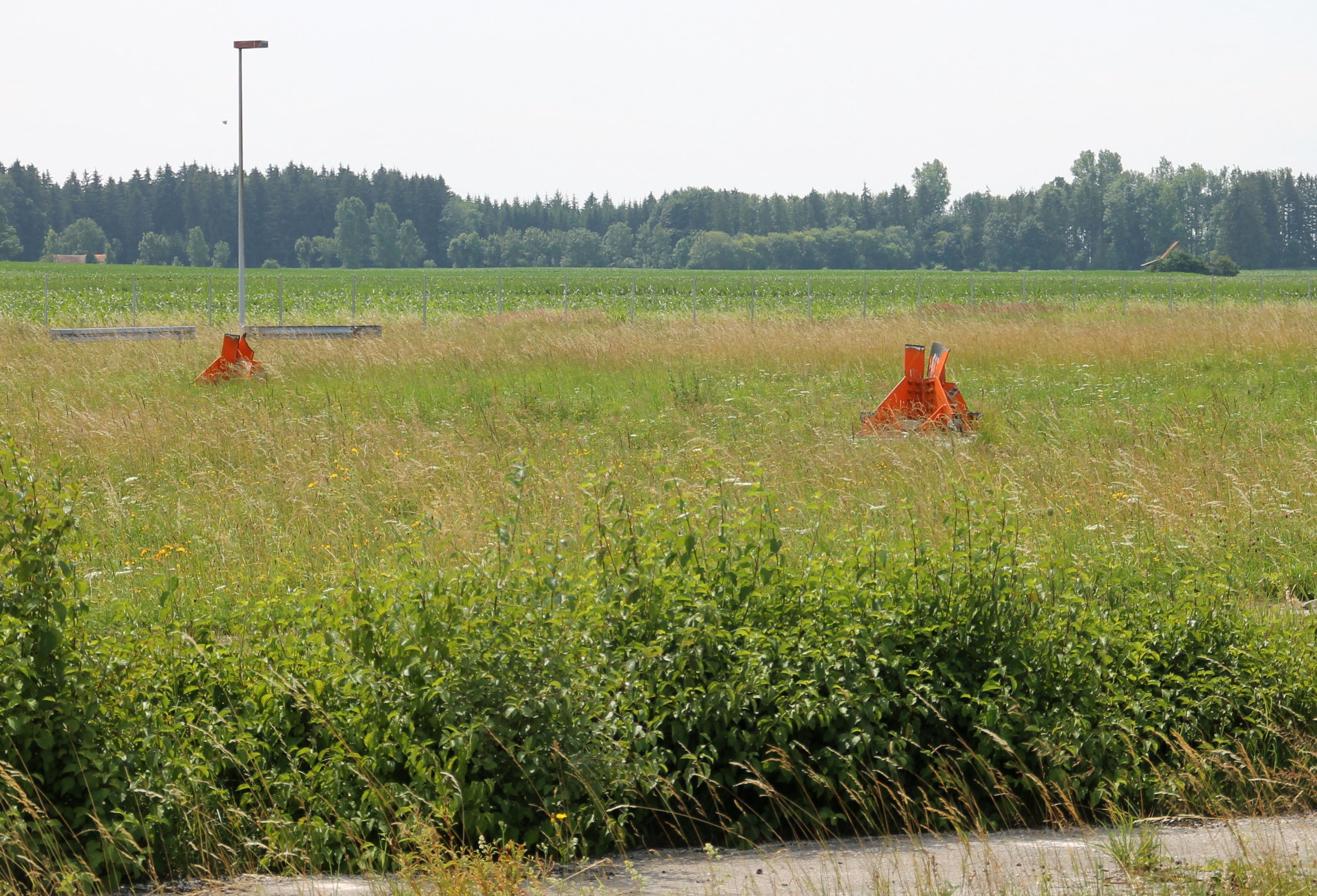
Fundamentreste der Sendemasten im Juli 2015
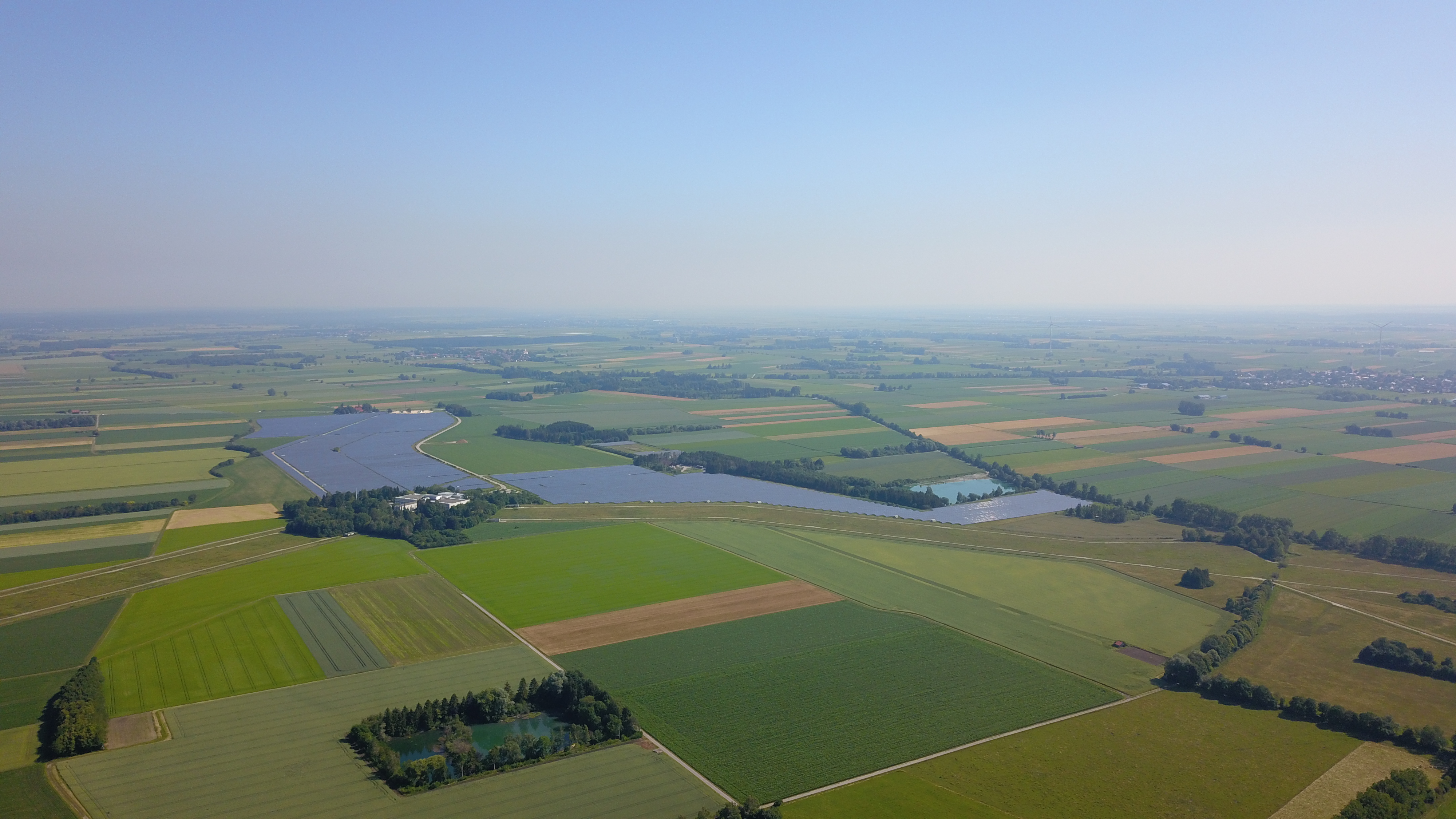
Luftansicht 2018 mit Solarpark auf dem Gelände von zwei der drei ehemaligen Senderwände
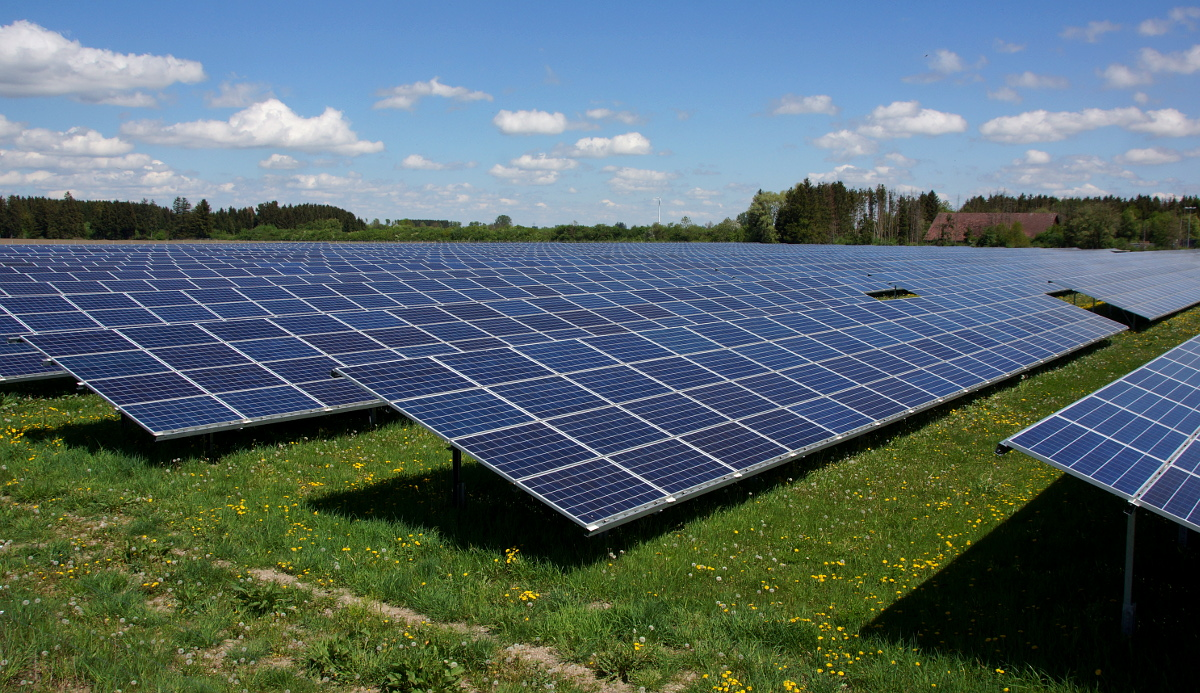
Teil des Solarparks im April 2018

## Der Antennenpark

Die Antennen der ehemaligen Kurzwellensendeanlage Wertachtal vor der Abschaltung

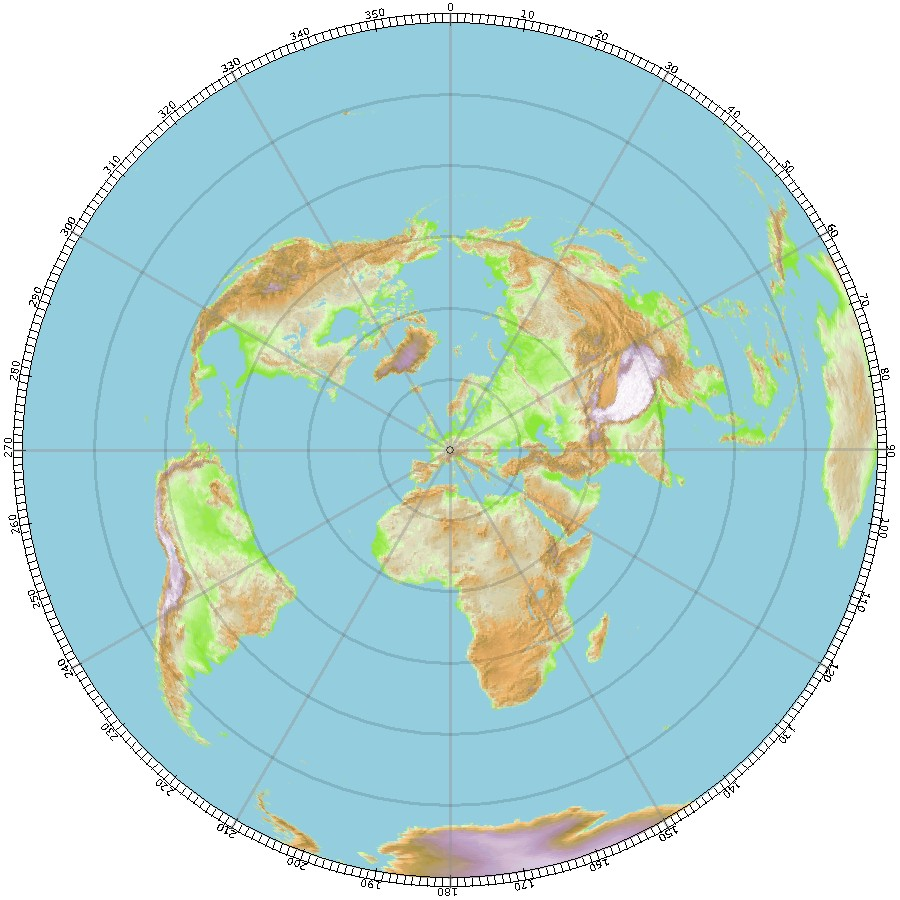
Großkreis-Karte Mitteleuropa Radius 15.000 km mit Entfernungsringen 2500 km

Die Antennen waren in einem Stern mit drei Armen aufgebaut. Wand 1 nach Norden mit einer Länge von 1,3 km, Wand 2 nach  Südosten mit 1,9 km und Wand 3 nach Südwesten mit 1,0 km.
Die längste Verbindung zu einer Antenne betrug 1,9 km, die Gesamtlänge der verlegten Koaxialkabel war 53 km. In der ersten Ausbaustufe gab es 52 Antennen für Fernsendungen (davon 24 Dreiband- und 28 Zweibandantennen) sowie elf ebenfalls als Zweibandantenne ausgeführte Dipolzeilen für nähere Zielgebiete. Im Endzustand waren es 67 Antennen. Alle Antennen waren mit Schielschaltungen versehen, mit denen ein elektrisches Schwenken des Hauptstrahles in Stufen von ± 5°, 15° oder 30° möglich war. Lieferant war die Mannheimer Filiale der damaligen Schweizer Firma BBC (heute Ampegon). Die Forderung, jeden der 16 Sender mit jeder der 67 Antennen verbinden zu können, realisierte eine acht Meter hohe, über zwei Stockwerke reichende Schaltermatrix, im Endausbau mit mehr als 1000 Schaltelementen.
Neben den Vorhangantennen gab es Anfangs fünf logarithmisch-periodische Antennen mit ebenfalls horizontaler Polarisation, die aus jeweils zwei nebeneinander aufgebauten Strahlern mit jeweils 26 Dipolen bestanden. Diese von Telefunken gelieferten Antennen wurden ebenfalls mit Schielschaltungen, hier um ±20°, ausgerüstet und waren für Sendungen in bis zu 2000 km entfernte Zielgebiete bestimmt. Als Rundstrahler für noch nähere Zielgebiete wurden sechs Quadrantantennen aufgebaut. Sie waren für jeweils zwei benachbarte Frequenzbänder ausgelegt. Mitte der 1980er Jahre wurde für die Ausstrahlungen der Voice of America, die sich auf die Zielgebiete Osteuropa (im politischen Sinne) und Nordafrika konzentrierten, die Antennenanlage umgebaut. Die LP-Antennen wurden bis auf eine (die 224) abgebaut. An deren Stelle wurden weitere Vorhangantennen mit Vorzugsrichtung 60° und Reichweiten von 1.000 bis 2.000 km aufgebaut.

### Die Antennen mit Frequenzen und Richtungen im Endzustand

#### Wand 1, Norden
| Platz | Nummer | Frequenzen (MHz) | Art | Azimuth | Ziel-Bereich                    | Antennentyp |
| ----- | ------ | ---------------- | --- | ------- | ------------------------------- | ----------- |
| A     | 101    | 15/17/21         | F   | 270°    | Nördl. Südamerika, Karibik      | HRS 4/4     |
| A     | 102    | 6/7              | N   | 90°     | Kaukasus-Region                 | HRS 4/1     |
| B     | 103    | 6/7              | F   | 270°    | Nördl. Südamerika, Karibik      | HRS 4/4     |
| B     | 104    | 7/9              | F   | 90°     | Indien, Südostasien, Australien | HRS 4/5     |
| B     | 104    | 7/9              | N   | 90°     | Kaukasus-Region                 | HRS 4/1     |
| B     | 105    | 15/17/21         | F   | 90°     | Indien, Südostasien, Australien | HRS 4/4     |
| B     | 105    | 15/17            | N   | 90°     | Kaukasus-Region                 | HRS 4/1     |
| C     | 106    | 9/11             | F   | 90°     | Indien, Südostasien, Australien | HRS 4/4     |
| C     | 107    | 11/15/17         | F   | 270°    | Nördl. Südamerika, Karibik      | HRS 4/4     |
| C     | 108    | 6/7              | F   | 90°     | Indien, Südostasien, Australien | HRS 4/4     |
| D     | 109    | 9/11             | F   | 270°    | Nördl. Südamerika, Karibik      | HRS 4/4     |
| D     | 110    | 9/11             | F   | 90°     | Indien, Südostasien, Australien | HRS 4/4     |
| D     | 110    | 9/11             | N   | 90°     | Kaukasus-Region                 | HRS 4/1     |
| D     | 111    | 11/15/17         | F   | 90°     | Indien, Südostasien, Australien | HRS 4/4     |
| D     | 111    | 11/15            | N   | 90°     | Kaukasus-Region                 | HRS 4/1     |
| E     | 112    | 9/11             | F   | 300°    | Östl. Nordamerika, Mexiko       | HRS 4/4     |
| E     | 113    | 17/21/26         | F   | 300°    | Östl. Nordamerika, Mexiko       | HRS 4/4     |
| E     | 114    | 6/7              | F   | 120°    | Balkan, Östl. Mittelmeer        | HRS 4/4     |
| F     | 115    | 11/15/17         | F   | 300°    | Östl. Nordamerika, Mexiko       | HRS 4/4     |
| F     | 116    | 15/17/21         | F   | 300°    | Östl. Nordamerika, Mexiko       | HRS 4/4     |
| F     | 117    | 6/7              | F   | 120°    | Balkan, Östl. Mittelmeer        | HRS 4/4     |
| G     | 118    | 6/7              | F   | 300°    | Östl. Nordamerika, Mexiko       | HRS 4/4     |
| G     | 119    | 7/9              | F   | 120°    | Balkan, Östl. Mittelmeer        | HRS 4/4     |
| G     | 119    | 7/9              | N   | 120°    | Balkanregion                    | HRS 4/1     |
| G     | 120    | 11/15/17         | F   | 120°    | Balkan, Östl. Mittelmeer        | HRS 4/4     |
| G     | 120    | 15/17            | N   | 120°    | Balkanregion                    | HRS 4/1     |
| H     | 121    | 9/11/15          | F   | 300°    | Östl. Nordamerika, Mexiko       | HRS 4/4     |
| H     | 122    | 17/21/26         | F   | 120°    | Balkan, Östl. Mittelmeer        | HRS 4/4     |
| H     | 123    | 21/26            | F   | 120°    | Balkan, Östl. Mittelmeer        | HRS 4/4     |
| J     | 124    | 6/7              | F   | 120°    | Balkan, Östl. Mittelmeer        | HRS 4/4     |

#### Wand 2, Südosten
| Platz | Nummer | Frequenzen (MHz) | Art | Azimuth | Ziel-Bereich               | Antennentyp |
| ----- | ------ | ---------------- | --- | ------- | -------------------------- | ----------- |
| A     | 201    | 6/7              | F   | 210°    | Westafrika                 | HRS 4/4     |
| A     | 202    | 7/9              | F   | 30°     | China, Pazifik             | HRS 4/4     |
| A     | 202    | 9/11             | N   | 30°     | Südrussland, China         | HRS 4/1     |
| A     | 203    | 11/15/17         | F   | 30°     | China, Pazifik             | HRS 4/4     |
| B     | 204    | 9/11             | F   | 210°    | Westafrika                 | HRS 4/4     |
| B     | 205    | 11/15/17         | F   | 210°    | Westafrika                 | HRS 4/4     |
| B     | 206    | 6/7              | F   | 30°     | China, Pazifik             | HRS 4/4     |
| C     | 207    | 6/7              | F   | 240°    | Südamerika                 | HRS 4/4     |
| C     | 208    | 9/11             | F   | 60°     | Osteuropa, Russland, China | HRS 4/4     |
| C     | 209    | 21/26            | F   | 60°     | Osteuropa, Russland, China | HRS 4/4     |
| D     | 210    | 9/11             | F   | 240°    | Südamerika                 | HRS 4/4     |
| D     | 211    | 11/15/17         | F   | 240°    | Südamerika                 | HRS 4/4     |
| D     | 212    | 7/9              | F   | 60°     | Osteuropa, Russland, China | HRS 4/4     |
| E     | 213    | 9/11/15          | F   | 240°    | Südamerika                 | HRS 4/4     |
| E     | 214    | 15/17/21         | F   | 60°     | Osteuropa, Russland, China | HRS 4/4     |
| E     | 215    | 17/21/26         | F   | 60°     | Osteuropa, Russland, China | HRS 4/4     |
| F     | 216    | 21/26            | F   | 240°    | Südamerika                 | HRS 4/4     |
| F     | 217    | 17/21/26         | F   | 240°    | Südamerika                 | HRS 4/4     |
| F     | 218    | 11/15/17         | F   | 60°     | Osteuropa, Russland, China | HRS 4/4     |
| G     | 219    | 6 – 11           | N   | 45°     | Europ. Russland            | HRS 4/1     |
| x     | 220    | 6 – 11           | B   | 75°     | Zentralasien, Südrussland  | HRS 2/2     |
| x     | 220    | 6 – 11           | S   | 75°     | Zentralasien, Südrussland  | HRS 4/2     |
| x     | 221    | 6 – 11           | F   | 60°     | Osteuropa, Russland        | HRS 2/4     |
| x     | 222    | 6 – 11           | F   | 60°     | Osteuropa, Russland        | HRS 2/4     |
| x     | 223    | 6 – 11           | N   | 60°     | Osteuropa, Russland        | HRS 2/2     |
| x     | 224    | 6 – 22           | L   | 60°     | Osteuropa, Russland        | LogPer      |
| x     | 225    | 6/7              | B   | 60°     | Osteuropa, Russland        | HRS 2/2     |
| x     | 225    | 6/7              | S   | 60°     | Osteuropa, Russland        | HRS 4/2     |
| x     | 226    | 6/7              | Q   | ND      | Mitteleuropa               | Quadrant    |

#### Wand 3, Westen
| Platz | Nummer | Frequenzen (MHz) | Art | Azimuth | Ziel-Bereich         | Antennentyp |
| ----- | ------ | ---------------- | --- | ------- | -------------------- | ----------- |
| A     | 301    | 15/17/21         | F   | 330°    | Westl. Nordamerika   | HRS 4/4     |
| A     | 302    | 21/26            | F   | 150°    | Ostafrika, Südafrika | HRS 4/4     |
| B     | 303    | 11/15/17         | F   | 330°    | Westl. Nordamerika   | HRS 4/4     |
| B     | 304    | 9/11             | F   | 330°    | Westl. Nordamerika   | HRS 4/4     |
| B     | 305    | 7/9              | F   | 150°    | Ostafrika, Südafrika | HRS 4/4     |
| C     | 306    | 6/7              | F   | 330°    | Westl. Nordamerika   | HRS 4/4     |
| C     | 307    | 17/21/26         | F   | 150°    | Ostafrika, Südafrika | HRS 4/4     |
| C     | 308    | 11/15/21         | F   | 150°    | Ostafrika, Südafrika | HRS 4/4     |
| D     | 309    | 6/7              | F   | 330°    | Westl. Nordamerika   | HRS 4/4     |
| D     | 310    | 15/17/21         | F   | 150°    | Ostafrika, Südafrika | HRS 4/4     |
| D     | 311    | 9/11             | F   | 150°    | Ostafrika, Südafrika | HRS 4/4     |
| E     | 312    | 9/11/15          | F   | 330°    | Westl. Nordamerika   | HRS 4/4     |
| F     | 313    | 9/11             | N   | 120°    | Balkanregion         | HRS 4/2     |
| x     | 314    | 6                | Q   | ND      | Mitteleuropa         | Quadrant    |
| x     | 315    | 6/7              | Q   | ND      | Mitteleuropa         | Quadrant    |
| x     | 316    | 9/11             | Q   | ND      | Mitteleuropa         | Quadrant    |
| x     | 317    | 15/17            | Q   | ND      | Mitteleuropa         | Quadrant    |

Erklärung zu Art:

F = Fernverkehrsantenne,  N = Nahverkehrsantenne,
Q = Quadrantantenne (Rundstrahler),
L = Log. per. Antenne,
B = Breitabstrahlung (ca. 45° hor. Öffnung), S = Schmalabstrahlung (ca. 30° hor. Öffnung)